# R.E.M.: In the Attic – Alternative Recordings 1985–1989
R.E.M.: In the Attic – Alternative Recordings 1985–1989 és la quarta compilació de la banda estatunidenca de rock alternatiu R.E.M., publicada l'any 1997 per la I.R.S. Records.
EMI-Capitol havia adquirir el catàleg complet del segell I.R.S. Records quan aquesta va fer fallida l'any 1996, i havia publicat In the Attic (1997) sense gaire èxit, i en aquesta ocasió hi van implicar la banda per millorar el resultat. La majoria de cançons ja havien aparegut en els rellançaments de la banda anteriors a Europa, però fou el primer llançament oficial als Estats Units. Tot i que el subtítol de l'àlbum limita els enregistraments entre 1985 i 1989, la versió en directe de «Driver 8» prové oficialment de l'any 1984.

## Llista de cançons
Totes les cançons foren escrites i compostes per Bill Berry, Peter Buck, Mike Mills i Michael Stipe, excepte les indicades. 
| Núm.          | Títol                                                          | Composició                                                       | Durada |
| ------------- | -------------------------------------------------------------- | ---------------------------------------------------------------- | ------ |
| 1.            | «Finest Worksong» (Other Mix)                                  |                                                                  | 3:48   |
| 2.            | «Driver 8» (directe, 27 de juny de 1984)                       |                                                                  | 3:18   |
| 3.            | «Gardening at Night» (Different Vocal Mix)                     |                                                                  | 3:31   |
| 4.            | «Swan Swan H» (acústica)                                       |                                                                  | 2:42   |
| 5.            | «Disturbance at the Heron House» (directe, 24 de maig de 1987) |                                                                  | 3:25   |
| 6.            | «Maps and Legends» (directe acústic, 24 de maig de 1987)       |                                                                  | 3:14   |
| 7.            | «Tired of Singing Trouble»                                     |                                                                  | 1:00   |
| 8.            | «Just a Touch» (directe a Studio)                              |                                                                  | 2:38   |
| 9.            | «Toys in the Attic»                                            | Joe Perry, Steven Tyler                                          | 2:26   |
| 10.           | «Dream (All I Have To Do)»                                     | Felice and Boudleaux Bryant                                      | 2:40   |
| 11.           | «The One I Love» (directe acústic, 24 de maig de 1987)         |                                                                  | 4:19   |
| 12.           | «Crazy»                                                        | Randall Bewley, Vanessa Briscoe, Curtis Crowe, Michael Lachowski | 3:03   |
| 13.           | «Cant Get There from Here» (Radio Edit)                        |                                                                  | 3:10   |
| 14.           | «Last Date»                                                    | Floyd Cramer                                                     | 2:13   |
| Durada total: | Durada total:                                                  | Durada total:                                                    | 41:27  |

| 15.           | «Time After Time Etc.» (directe, 14 de setembre de 1987, conté parts de «So. Central Rain», i «Red Rain» de Peter Gabriel) |               | 8:21  |
| Durada total: | Durada total: | Durada total: | 49:48 |